# 만데라현

만데라현

만데라현(Mandera County)은 케냐를 구성하는 47개 현 가운데 하나로 현도는 만데라이며 면적은 25,797.7km2, 인구는 1,025,756명(2009년 기준)이다. 2013년에 실시된 행정 구역 개편에 따라 북동부주에서 분리되어 신설되었다. 남쪽으로는 와지르현과 접하며 북쪽으로는 에티오피아, 동쪽으로는 소말리아와 국경을 접한다.

## 인구
| 연도    | 인구      | ±%      |
| ------- | --------- | ------- |
| 1979    | 105,601   | —       |
| 1989    | 123,787   | +17.2%  |
| 1999    | 250,372   | +102.3% |
| 2009    | 1,025,756 | +309.7% |
| 2019    | 867,457   | −15.4%  |
| source: |           |         |